# Varanus storri
Varanus storri är en ödleart som beskrevs av Robert Mertens 1966. Varanus storri ingår i släktet Varanus och familjen Varanidae. Varanus storri är uppkallad efter den australiensiska herpetologen Glen Milton Storr.

## Underarter
Arten delas in i följande underarter:
- V. s. storri
- V. s. ocreatus

## Utbredningsområde
Artens utbredningsområde är Northern Territory, Queensland och den nordöstra delen av Western Australia i Australien. Populationerna är inte sammanhängande. Habitatet utgörs av savanner, av klippiga områden och i gräsmarker med några träd. Individerna gömmer sig ofta i bergssprickor.

## Hot
För beståndet är inga hot kända. Hela populationen antas vara stabil. IUCN listar arten som livskraftig (LC).